# Buick Gran Sport

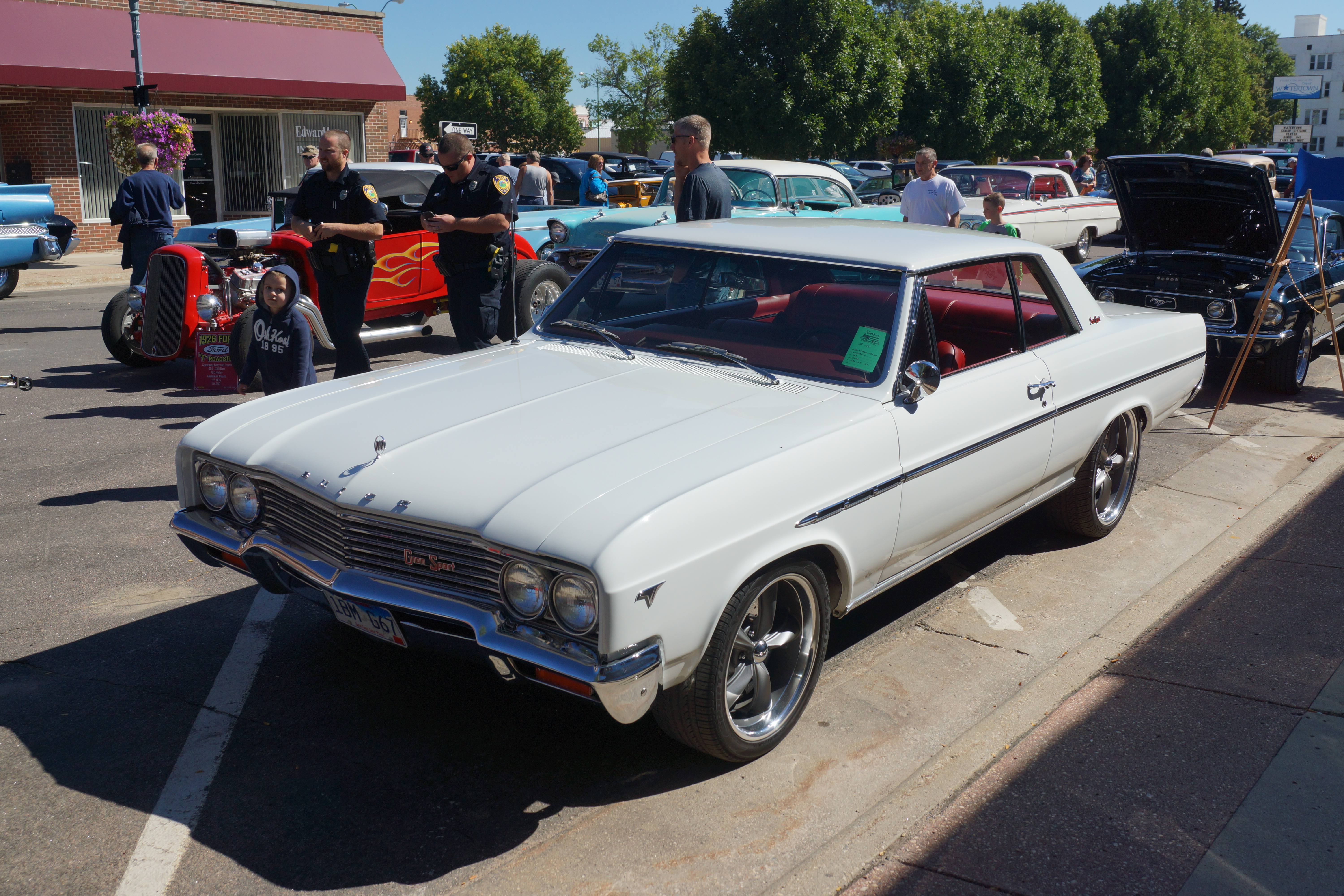
Buick Gran Sport de 1965

La denominación Gran Sport se ha utilizado en varios coches de alto rendimiento construidos por Buick desde 1965. En la jerarquía de marcas de GM, Buick fue superada en lujo y comodidad solo por Cadillac, que no produjo modelos de alto rendimiento. Como resultado, la serie Buick GS reunió los modelos deportivos de GM más opulentamente equipados de su época. Las mejoras en el rendimiento de los modelos Gran Sport en todos los productos Buick buscaron afirmar la tradición de la marca de producir coches potentes y cómodos, que se remonta a la década de 1930, cuando todos los Buick de la época se actualizaron al motor Buick Fireball Straight Eight, a continuación se instaló en el modelo Special más corto el motor Roadmaster de 278 plg³ (4,6 L), y se introdujo el modelo Century con una transmisión manual sincronizada de tres velocidades, conocido como "el hot rod del banquero". El nombre Gran Sport buscó identificar coches que fueran divertidos de conducir y con un enfoque de lujo.

## Skylark basado en Gran Sport

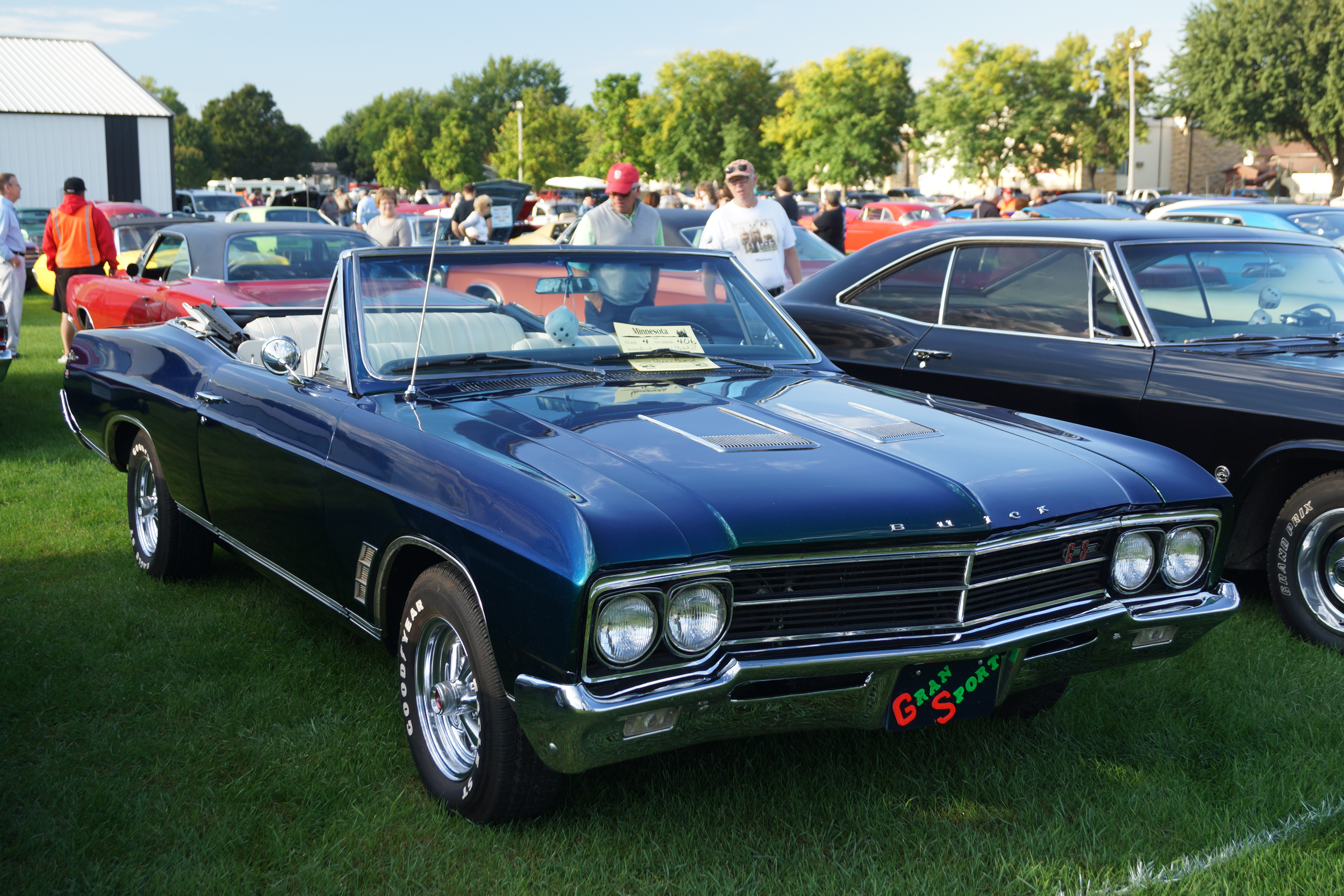
Buick Skylark Gran Sport convertible de 1966

El Skylark Gran Sport de 1965 era el Buick Skylark de tamaño mediano con la opción Gran Sport añadida. Aunque ya se ofrecía un motor V8 de 300 plg³ (5 L) en el Skylark, el Gran Sport tenía el motor más grande permitido por GM según sus criterios de atribución por divisiones: un Buick V8 de 401 plg³ (7 L) (llamado 400 por Buick porque ese era el tamaño de motor máximo permitido en los coches de carrocería intermedia). Este motor producía 325 hp (242 kW) y 445 lb·pie (603 N·m) y se conocía como el motor "cabeza de clavo". Buick vendió más de 15.000 Skylark con la opción Gran Sport ese primer año y casi la misma cantidad el siguiente. Se le cambió el nombre a GS 400 en 1967, y el Gran Sport se convirtió en su propio modelo ese mismo año junto con un nuevo motor "400" bastante diferente del famoso diseño fiable pero obsoleto del motor de cabeza de clavo, que se introdujo por primera vez en 1953. Las ventas cayeron un poco frente a los muscle car cada vez más populares y de mayor rendimiento de otras marcas en comparación con los modelos de Buick, más pesados y caros. Buick, sin embargo, dio un paso más al introducir la opción Stage 1 en 1969. Esta versión de producción limitada (menos de 1500 automóviles en 1969) entregaba 340 hp (253 kW) y 440 lb·pie (597 N·m).
El nombre Gran Sport reemplazó a las siglas GS con el Gran Sport de 1973, y se revivió nuevamente a finales de los años 1980 en el modelo de tracción delantera Skylark con varias opciones de rendimiento agregadas.

### GS California

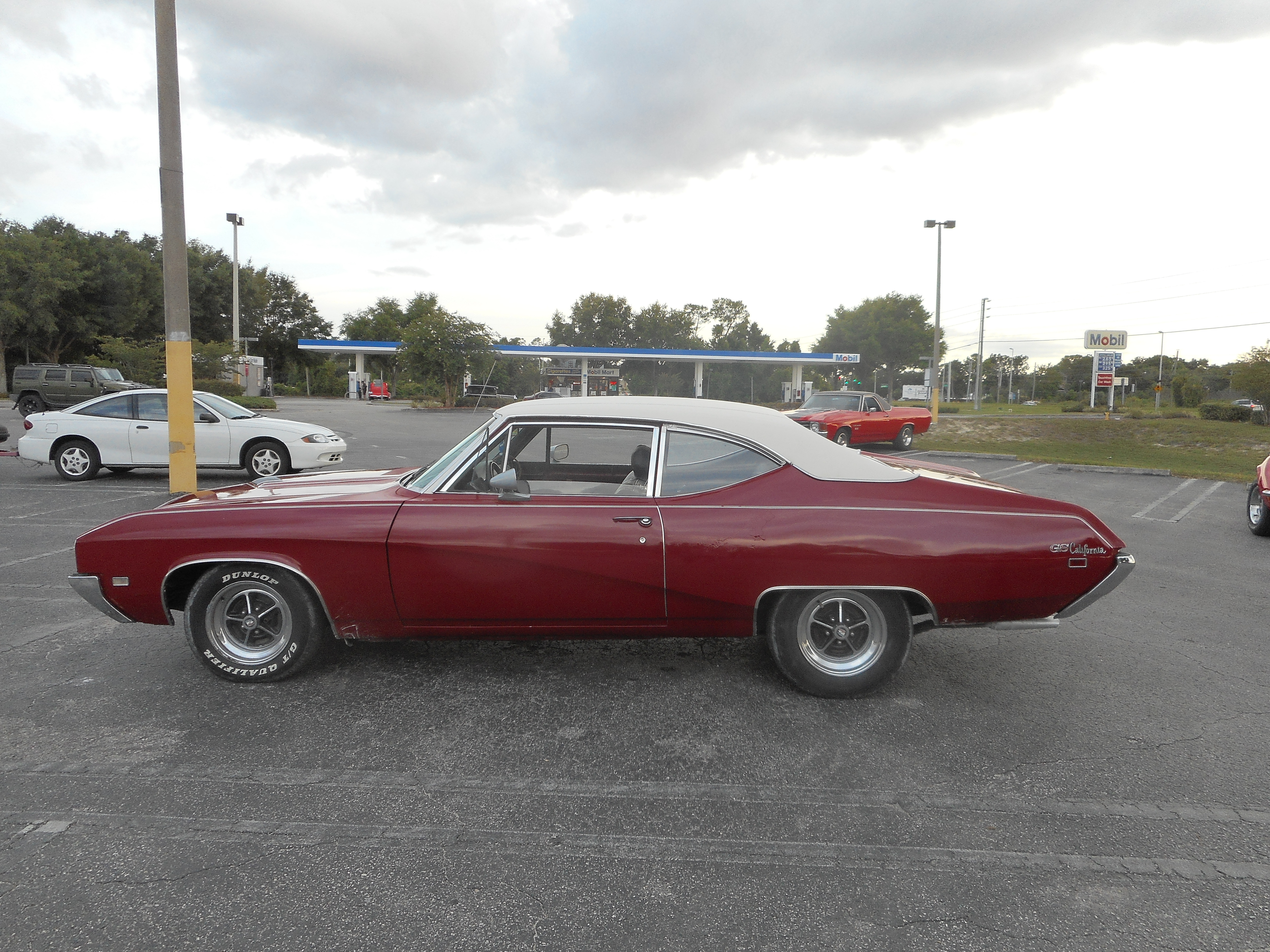
Un raro GS California en un centro comercial en Weeki Wachee

Buick promocionó el California como "El automóvil personal distintivo de los «Americans on the GO»", utilizando la plataforma Skylark. La creación comercial de Mickey Garrett de la costa oeste, el California GS, se convirtió en una de las entradas de Buick en lo que ahora se conoce como un "muscle car junior". La intención de estos coches era brindar el impacto visual de los superdeportivos de la época pero con el bajo mantenimiento y el precio de un automóvil más económico, manteniendo niveles de rendimiento razonables. Cuando se revisó con estos pensamientos en mente, el California GS resultó un acierto. Estaba equipado con el tren motriz GS de bloque pequeño y el exterior recibió el tratamiento completo, incluida la parte superior de vinilo, el paquete de molduras cromadas, los emblemas GS y las letras especiales del modelo California. Este enfoque de mercado también se utilizó en el estado de Colorado, empleando el nombre "Colorado" en lugar de "California".
1967 fue el año inicial del California GS. Estaba disponible solo en el estado de California y Buick no lo publicitaba a nivel nacional. Construido sobre un chasis cupé de pilares delgados, venía equipado con un motor de 340 ci/260 hp y transmisión Super Turbine 300. Los asientos de banco corrido eran estándar y los accesorios se redujeron al mínimo para ayudar a mantener el precio bajo. La revista Car Life probó uno en su edición de junio y recorrió el cuarto de milla en 16,7 segundos, alcanzando una velocidad punta de 81 millas por hora (130 km/h), y también registraron una velocidad máxima de 105 millas por hora (169 km/h). El artículo contenía una descripción extensa del coche y de su comportamiento durante las pruebas, siendo una lectura obligada para cualquier persona interesada en aprender más sobre el California GS de 1967.
A mediados de 1968 se presentó oficialmente el California GS, y con frecuencia se le conoce como modelo '69. Buick preguntó "¿Por qué conformarse con menos cuando el California GS, construido especialmente para USTED, no cuesta más?" Diseñado exclusivamente para los automovilistas del estado de California, Buick promocionó el automóvil a nivel nacional como un deportivo familiar de alto rendimiento a un precio de automóvil económico. Aunque no se incluyó en el catálogo anual de Buick, aparecía en un folleto desplegable en blanco y negro de dos páginas. Los emblemas personalizados del California GS nuevamente adornaron los guardabarros traseros, mientras que la ornamentación GS se podía encontrar en la parrilla y los paneles traseros de la capota. El tren motriz incluía como novedad para 1968 el motor V8 350-4 con relación de compresión 10.25:1 y carburador Rochester (GM) 4GC Quadrajet de cuatro cuerpos (y cuatro estranguladores), que rendía 280 hp y 375 lb·pie. La transmisión Super Turbine 300 de dos velocidades (que impulsaba un engranaje del eje trasero de relación 3.23:1, diseñado para la conducción en carretera) y el interior del asiento tipo banco fueron nuevamente las únicas opciones. Buick también agregó ruedas cromadas y una tapa del filtro de aire al cupé de pilares delgados de dos puertas. Los neumáticos eran de 7,75 plg (196,9 mm) sobre llantas de 14 plg (35,6 cm).
1969 fue el último año de producción del California GS. El coche aparecía por primera vez en el gran folleto de Buick, y se incluyeron una imagen en color de dos páginas del cupé de pilares delgados y fotografías del interior con el asiento de banco corrido nuevamente como un estándar, junto con las descripciones del equipo. Tom McCahill probó el coche y registró un tiempo de 0 a 60 mph de 9.5 segundos y una velocidad máxima de 110 millas por hora (177 km/h). Nuevamente, el automóvil vino con el motor 350-4 de 280 hp de Buick, pero ahora estaba acoplado a la nueva transmisión Turbo 350. Los emblemas personalizados con el rótulo California nuevamente adornaron los guardabarros traseros, y las luces de posición traseras eran rojas sin el guion normal 350 o 400 de Buick. Las capotas de vinilo, como en años anteriores, eran estándar con el distintivo logotipo GS de los California en los paneles laterales.

### Gran Sport 340/350
En 1967, Buick agregó una versión con motor de 340 plg³ (5572 cm³), el GS 340 y el submodelo GS California, poco más que el Skylark hardtop con nuevas insignias y molduras. A pesar del nuevo propulsor 340 que rendía 260 HP (194 kW) y 365 lb·ft (495 N·m), se vendieron menos de 4.000 automóviles. Fue reemplazado al año siguiente por el GS 350 y por el similar GS California, que usaban el motor Buick de bloque pequeño, con una cilindrada de 350 plg³ (5735 cm³). En 1969 apareció un cupé de dos puertas versión California; las ventas totales del GS para el año, sin contar el nuevo cupé California, fueron de 12.465 unidades (4.933 GS 350 y 7.532 GS 400). Las ventas del GS 350 en 1970 ascendieron a 9.948 coches; además, se fabricaron en total 10.148 unidades del modelo de dos puertas con el motor de 455 plg³ (7,5 L). El Gran Sport 350 sobrevivió a sus hermanos mayores, permaneciendo en el mercado hasta que la producción del V8 Gran Sport se detuvo en 1975, reemplazado por el Gran Sport 231.

### Gran Sport 400

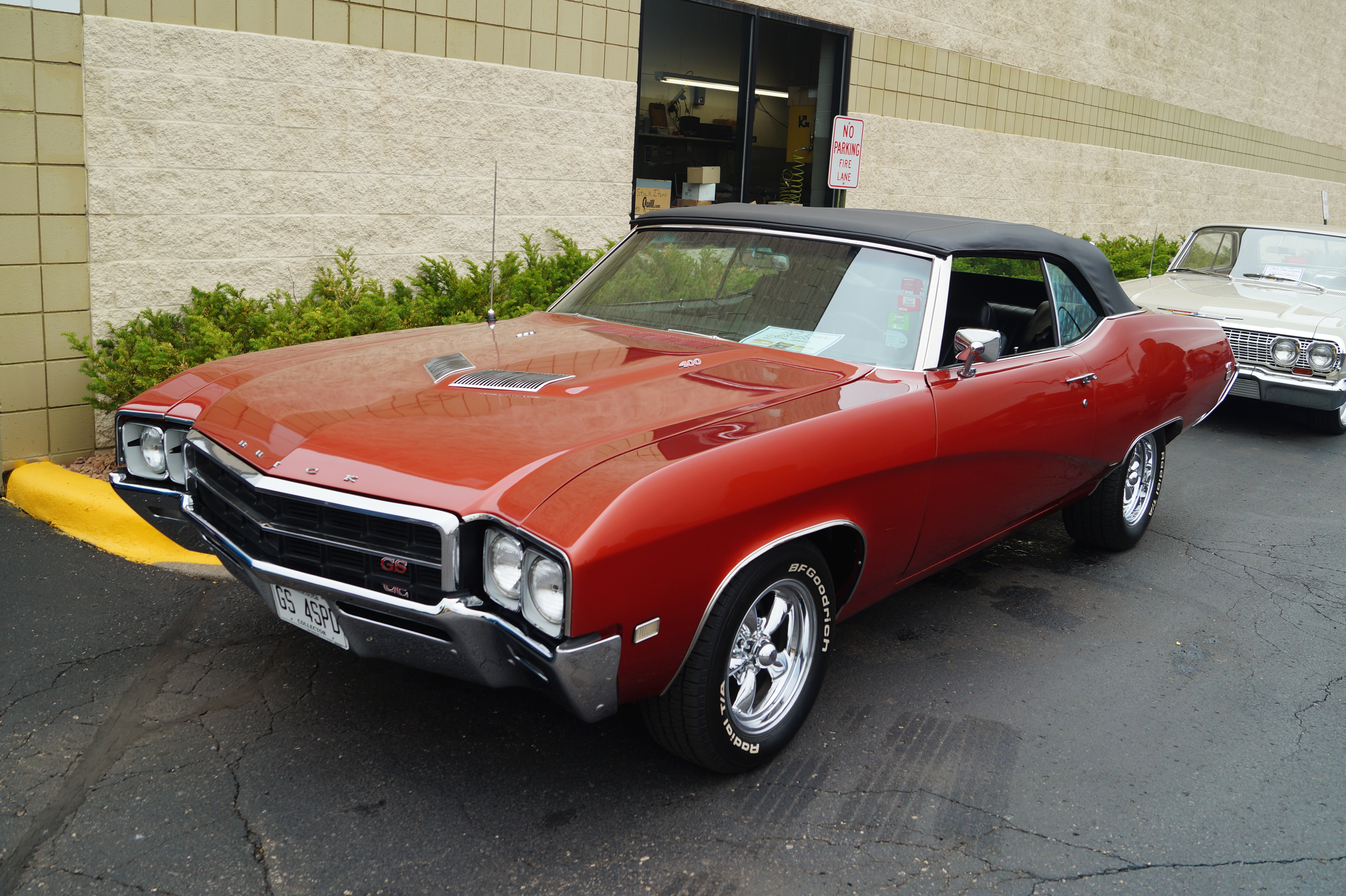
Buick Skylark GS 400 convertible de 1969

En 1968 y 1969, Buick ofreció el GS 400 en una versión convertible y en otra de techo rígido. El modelo estándar del GS 400 estaba equipado con un motor de 400 pulgadas cúbicas (6,6 l) (probablemente con una clasificación de potencia reducida para mantener bajas las primas del seguro) de 340 caballos (350 hp para el Stage 1) y 440 lb·pie (597 N·m) de par, un carburador Rochester Quadrajet de cuatro cuerpos, escape doble, relación de transmisión estándar de 2.93 opcional, diferencial de deslizamiento limitado (opción del Stage 1 de 3.64, 3.42 con aire acondicionado) y la transmisión automática Super Turbine 400 turbo de tres velocidades disponible (reverenciada como la mejor transmisión jamás construida, y comúnmente llamada Turbo Hydramatic 400), varillaje y palanca de cambios Hurst (transmisión automática) en forma de U, ubicada en una consola central. Un GS400 de 1968 o 1969 equipado con la transmisión automática TH400 aceleraba mejor que la mayoría de sus contemporáneos gracias a una primera marcha inusualmente "baja". El patrón de cambios para el TH400 desde la posición más avanzada era "Estacionamiento", "Marcha atrás", "Punto muerto", "Conducción", "Segunda" y "Primera". También estaba disponible una caja de cambios manual estándar de tres velocidades o una opcional de cuatro velocidades. La relación de compresión en este motor era moderadamente alta, de 10.25:1, lo que permitía el uso de gasolina de distintos octanajes en una conducción normal sin producir detonaciones. La pequeña toma de aire detrás de la línea de las bisagras del capó en el modelo de 1968 generalmente era falsa, aunque podría ser funcional si se solicitaba el vehículo con el muy raro paquete de alimentación de aire forzada, que pasó a ser un estándar en el GS de 1969.
Como todas las versiones de GM de este estilo de carrocería en este período, el chasis del convertible era considerablemente más robusto que la versión de techo rígido. De hecho, el chasis del convertible era un chasis de marco de caja completo con numerosos orificios de aligeramiento. El chasis del modelo de techo rígido era un marco de caja de 3/4 sin aligeramientos. El único techo rígido de GM jamás construido con el chasis del convertible aligerado tipo "queso suizo" fue el GTO Judge. Todos los convertibles GS400 se fabricaron en la línea de montaje de GM en Fremont, California.

### Gran Sport 455

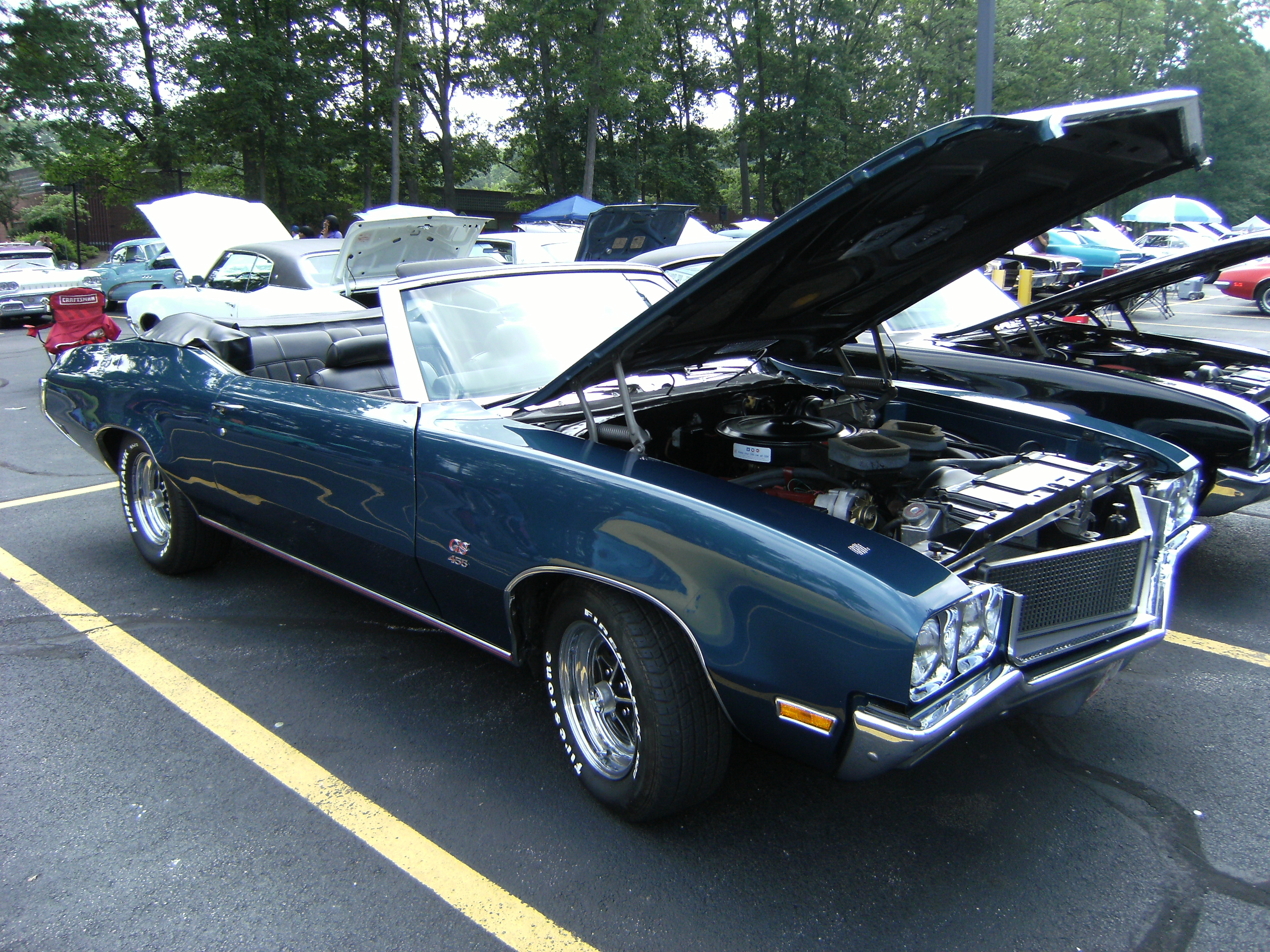
Buick GS 455 convertible

El motor 400 fue reemplazado en 1970 por el motor V8 Buick 455 de 455 plg³ (7,5 L), utilizado en el GS 455. El motor del modelo base rendía 350 HP (355 CV; 261 kW) y 510 lb·pie (691 N·m; 71 kg·m) a 2800 rpme. En el nivel de equipamiento Stage 1 opcional equipado con un solo carburador Rochester Quadrajet de 4 cuerpos, el motor rendía 360 HP (365 CV; 268 kW) a 4600 rpm y 510 lb·pie (691 N·m; 71 kg·m) a 2800 rpm. Al igual que con todos los motores estadounidenses producidos antes del año modelo de 1972, se trata de potencias brutas, significativamente más altas que las calificaciones netas SAE, y no son indicativas del rendimiento real de los motores "una vez instalados" (con todos los accesorios y sistema de escape completos en su lugar). Los mejores resultados de este período fueron obtenidos por la revista MOTOR TREND, que midió 13,38 segundos en el cuarto de milla con un pico de 105,5 millas por hora (170 km/h) de un cupé GS Stage 1 con un peso de 3810 libras (1728 kg). Usando la fórmula de Trap Speed de Hale, este resultado sugiere una potencia neta de aproximadamente 360 hp SAE, curiosamente, la misma que su cifra bruta anunciada, lo que significa que este motor tenía por entonces una calificación muy conservadora.
Dennis Manner, ingeniero de desarrollo de motores de Buick, recordaba los resultados de la prueba del dinamómetro de los motores extraídos de la línea de producción en 1970, donde la potencia más baja de los 15 motores 455 Stage 1 probados fue de 376 hp.
La edición de diciembre de 2004 de la revista Musclecar Enthusiast realizó una prueba en el dinamómetro del motor de un recién reconstruido y bien documentado motor 455 Stage 1 de 1970 (reperforado .040" para alcanzar una cilindrada de 464 pulgadas cúbicas (7,6 L) y menos el ventilador del motor de fábrica, el conjunto del filtro de aire y los silenciadores que reducen el rendimiento). En estas condiciones y con sincronización de fábrica y ajuste del carburador, el motor produjo un máximo de 360.9 caballos brutos. El ajuste óptimo del carburador y el encendido produjo una lectura máxima de 381.7 HP brutos, nuevamente sin ventilador del motor, filtro de aire ni silenciadores. Si bien una leyenda urbana asegura que estos motores producían "420 HP de fábrica", los resultados empíricos demuestran lo contrario.
La opción de motor Stage 1 usaba culatas que, aunque usaban piezas fundidas del mismo patrón que todos los otros Buick 455 que compartían el mismo año modelo, se mecanizaron de manera diferente para aceptar válvulas más grandes (admisión de 2.13" y escape de 1.755") y para producir cámaras de compresión más pequeñas, con el fin de aumentar la relación de compresión estática. La opción también incluía un árbol de levas más eficaz, un carburador Quadrajet de 4 cilindros especialmente afinado, sincronización de encendido más agresiva, tubo de recogida de aceite de 5/8 de pulgada y una transmisión final numérica más alta. Además, estaba disponible con la transmisión automática de alta velocidad Turbo Hydra-matic 400 o con una transmisión manual Muncie M-22 de 4 velocidades (aunque más tarde se descubrió y confirmó que se produjo un convertible GS Stage 1 de 1970 con una transmisión manual de 3 velocidades y una relación de eje de tracción estándar de 3.64:1). Los coches de la versión Stage 1 equipados con aire acondicionado recibieron una relación de eje de 3.42.
Aunque potentes, los motores Buick 455 (incluidos los Stage 1) tenían bloques problemáticos. Todas las tapas de los cojinete principales usadas eran de 2 pernos; el sistema de lubricación era demasiado pequeño para un uso a altas revoluciones (incluidos los motores Stage 1) y las paredes extremadamente delgadas propiciaban el agrietamiento del bloque. El rendimiento extra de los motores Stage 1, al parecer, se podía atribuir principalmente a sus cabezas de cilindros avanzadas (para la época), un par asombrosamente alto y la potencia de rango medio relativamente alta que producían.
La opción de motor mejorado para el GS 455 de 1970, el paquete Stage 1 de precio moderado, atrajo una gran atención y controversia en el mundo de los muscle car cuando en la década de 1980 figuró como más rápido que cualquiera de los coches Chrysler con motor Hemi en la lista de los "50 muscle cars más rápidos". La controversia sobre los modelos Stage 1 ha propiciado varias pruebas para solventar el problema; pero sigue siendo un asunto sin resolver y ha sido una gran ayuda para las ventas de revistas de automóviles a lo largo de los años.

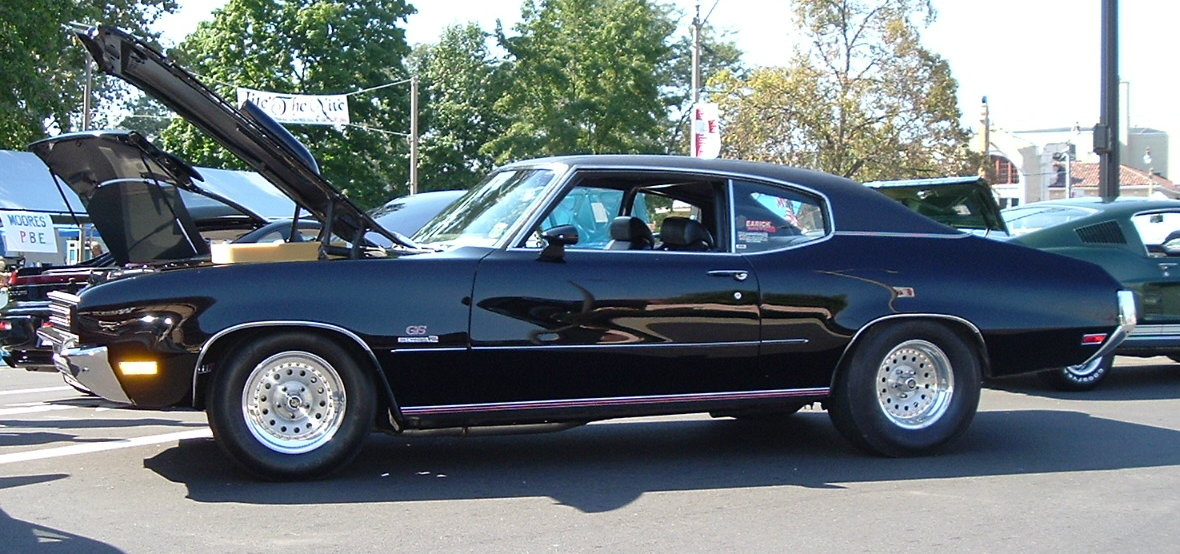
Buick GS Stage 2

También se produjo una rara opción denominada "Stage 2", un paquete instalado por los concesionarios ofrecido por primera vez en 1969. Incluía  elementos mejorados, como árbol de levas, culatas, colectores de admisión, pistones forjados de alta compresión, varillas de empuje huecas y algunos cambios de calibración en el encendido y el carburador. Hacia 1970, se diseñó el paquete Stage 2 para el 455, que incluía puertos de escape redondos especiales, cabezales de la marca Kustom a juego, un árbol de levas más radical, pistones forjados de alta compresión, admisión de aluminio Edelbrock B4B, carburador Holley #4781 850 cfm, y otros equipos procedentes del mundo de las carreras. Se conservan pocos Stage 2 y Buick solo ensambló en fábrica una unidad de prueba Stage 2, un GSX de fábrica con transmisión manual de 4 velocidades utilizado para pruebas de velocidad. Esta unidad de prueba GSX estaba equipada con engranajes 4.78 y se condujo por las calles y pistas de la costa oeste. La existencia del paquete Stage 2 no se hizo pública hasta 1972, cuando sus piezas se podían pedir en cualquier combinación. Hay poca documentación sobre los coches con motor Stage 2 que se vendieron. Se sabe que existen tres, que se construyeron como coches Stage 1 en fábrica. Uno era propiedad de Kenne-Bell, un especialista en alto rendimiento de Buick respaldado por una fábrica con sede en California. Patrocinado por Reynolds Buick, se utilizó como automóvil de prueba en el desarrollo de los componentes del Stage 2 junto con la ingeniería de Buick. El segundo Stage 2 se conoció como el automóvil Jones-Benisek, y se entregó inicialmente como un Stage 1. El capó y la toma de aire del Stage 2 se agregaron más tarde. Los cabezales de hierro del Stage 2 fueron comprados por el propietario en un concesionario local de Buick. El coche tuvo una participación muy exitosa en carreras de resistencia, con numerosas victorias y también algunos récords mundiales. El tercer Stage 2 se conoce como Wiley Coyote y como el automóvil Turner. Originalmente fue propiedad de Bob Thetford e hizo campaña como "Wiley Coyote" en la NHRA. Patrocinado por Kenne-Bell y Dunn Buick en Oklahoma City, Oklahoma. Más tarde fue propiedad de Jim Turner y tuvo mucho éxito en la NMCA, obteniendo 5 récords nacionales.
La producción y las ventas de la gama de automóviles Gran Sport disminuyeron después de 1970, en gran parte debido a la reducción de las relaciones de compresión del motor y al cambio de las clasificaciones de potencia bruta a neta. En años posteriores, las normas de calidad del aire limitaron aún más la potencia en parte debido a la adición de convertidores catalíticos y de tubos de escape únicos. Sin embargo, las piezas del paquete Stage 2 estaban disponibles en el catálogo de piezas de Buick, aunque la producción de las culatas cesó después de que se fabricaran alrededor de 75 juegos. La interrupción se debió a problemas de porosidad con las piezas fundidas. La cancelación de este paquete también se debió a los estándares de emisión cada vez más estrictos, que se tradujeron en un rendimiento más bajo.

### GSX

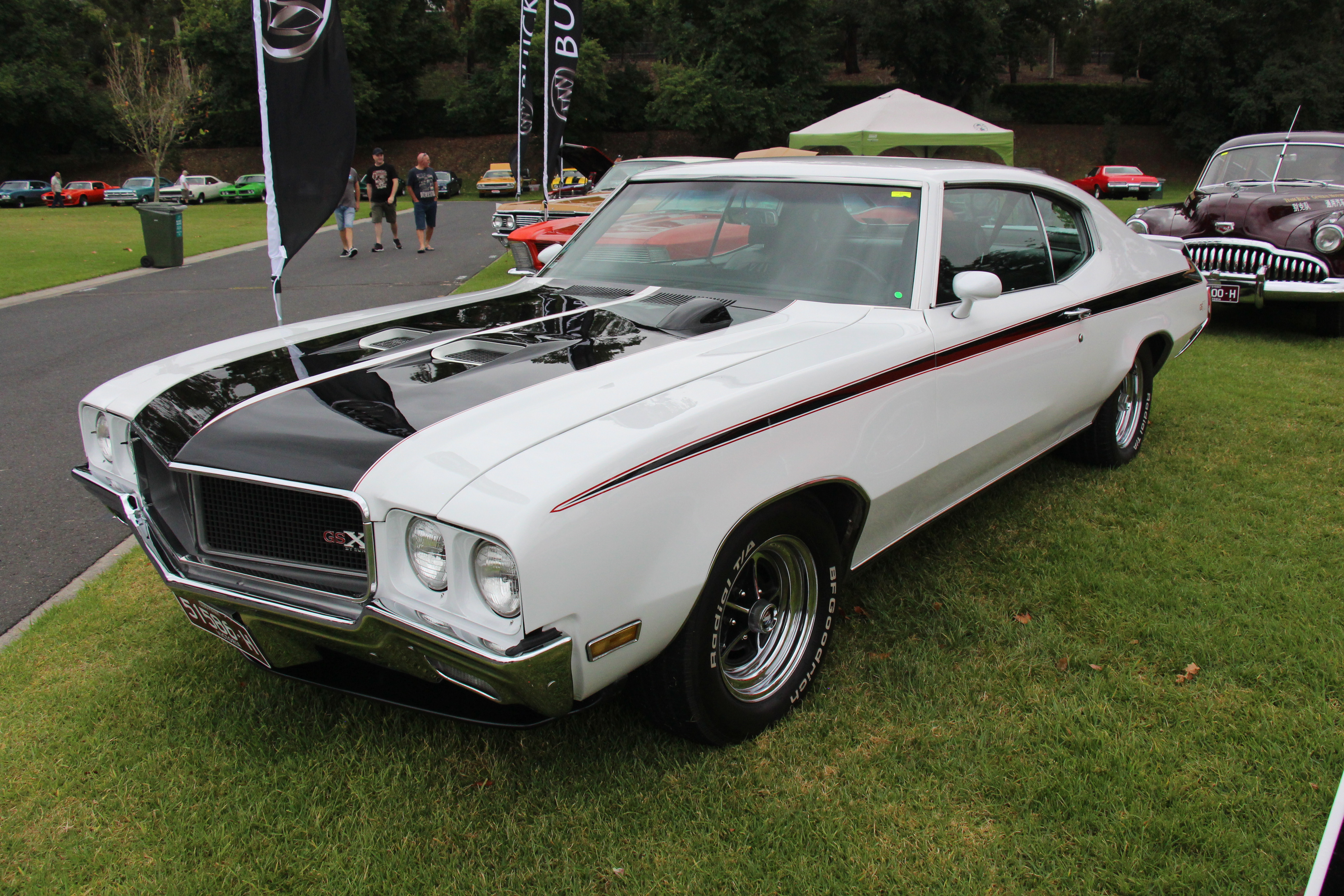
GSX 455 Stage 1 de 1970 en blanco Apollo

El GSX/GSX Stage 1 fue la contribución de Buick a la lista de muscle car estadounidenses de la era clásica, basado en el GS455, que a su vez estaba basado en la plataforma Skylark, agregando un paquete de apariencia, rendimiento y manejo disponible a partir del año modelo de 1970. El paquete GSX de Prestaciones y Manejo era una opción de 1.100 dólares en el GS455 (8630 $ en 2023). El GSX fue el intento de Buick de aumentar la expectación en las salas de exposición de los concesionarios con un estilo de carrocería Skylark de nuevo diseño para 1970, que comenzó con ventas bajas iniciales pero que mejoraron rápidamente. El GSX fue la respuesta de Buick al GTO Judge de Pontiac, al 4-4-2 W-30 de Oldsmobile y al Chevelle SS de Chevrolet. Buick lo anunció como "Una nueva marca de Buick" y "Otro automóvil 'Light Your Fire' de Buick". Venía de serie con un motor de 455 pulgadas cúbicas (7,5 L) con o sin las actualizaciones opcionales del motor de rendimiento Stage 1 durante el primer año de lanzamiento. Aunque estaba cerca de la cima de la jerarquía de la marca GM, la carrocería básica del GSX con techo rígido era la misma que la del Chevrolet Chevelle de 1970 de menor precio, pero con protecciones, parrillas, parachoques, puertas y algunos otros elementos diferentes, mientras que los cupés medianos con techo rígido Pontiac y Oldsmobile compartían una carrocería ligeramente diferente.

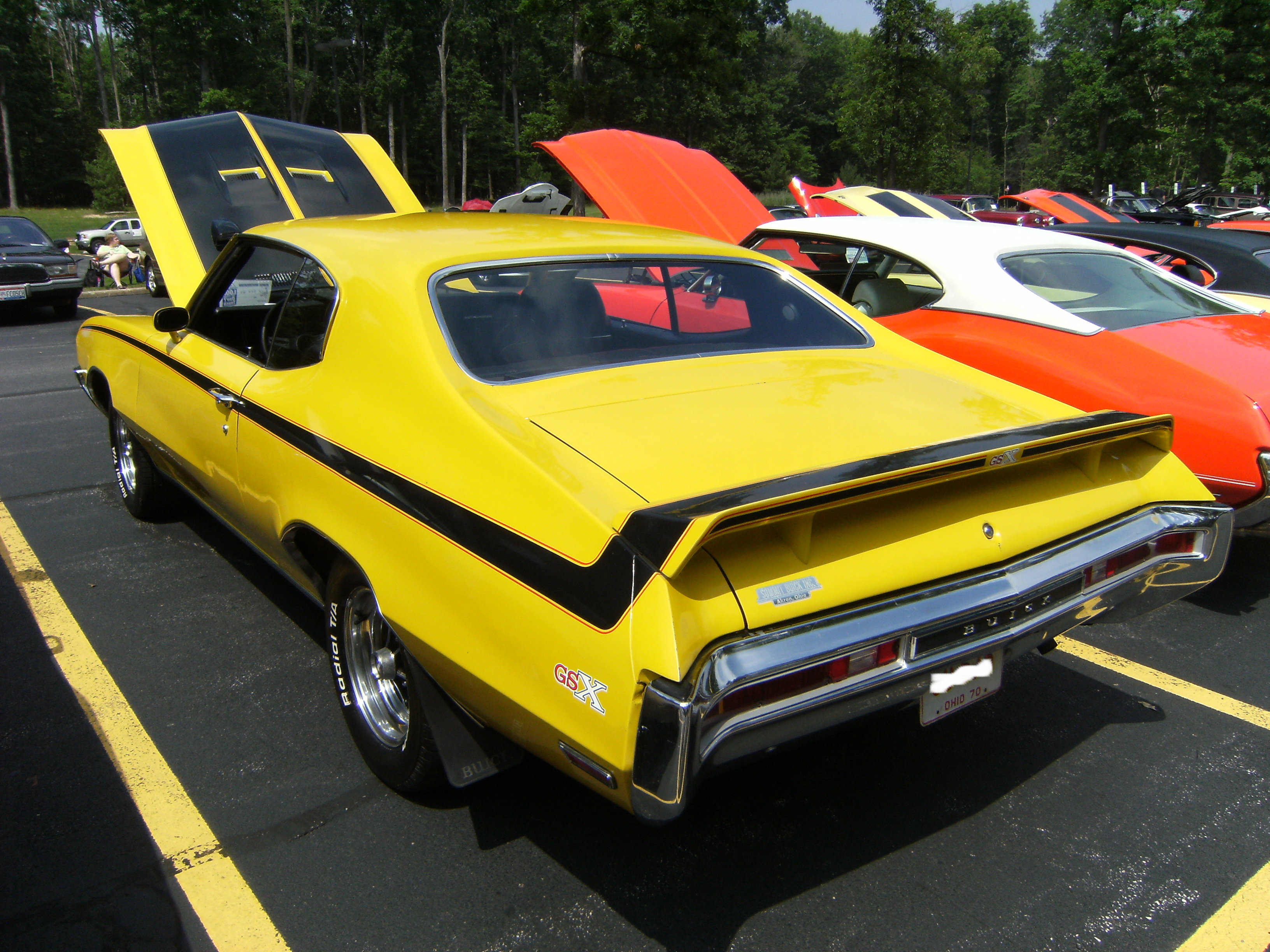
En amarillo Saturn

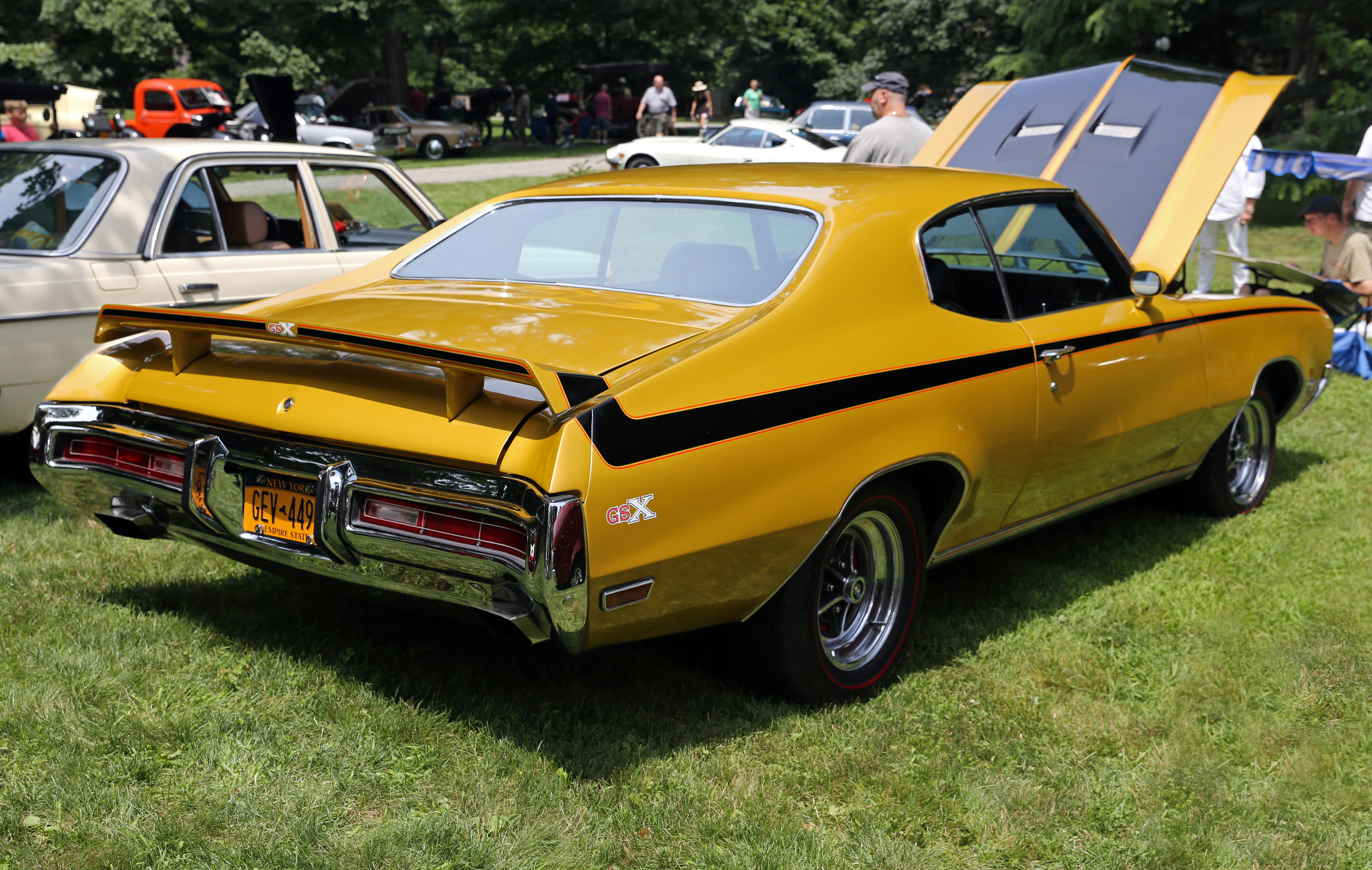
Vista posterior de un GSX de 1972

Debido a la presentación tardía del GSX, se exhibió un prototipo muy especial en el Salón del Automóvil de Chicago en febrero de 1970 para probar la reacción de los consumidores. Este GSX en particular tenía pintura blanca madreperla, un capó especial de fibra de vidrio/acero con toma de aire elevada, un alerón trasero único de 3 piezas y un alerón delantero novedoso, interior de cuero multicolor personalizado, con diseño en blanco y negro de tablero de ajedrez en asientos y paneles de puertas. Se convirtió en un éxito y la producción comenzó con el GSX de fábrica con un aspecto ligeramente diferente al prototipo. El GSX no apareció en el catálogo de modelos estándar de 1970, pero se puso a disposición del público en un folleto de cuatro páginas donde se anunciaba con imágenes y especificaciones dibujadas por distintos artistas. Solo se produjeron 678 GSX en la segunda mitad del año modelo de 1970 (a partir de marzo de 1970 y finalizando en mayo de 1970). Solo 278 estaban equipados con el motor 455 estándar, otros 400 compradores seleccionaron el paquete de rendimiento Stage 1 opcional. El rendimiento impresionante se debía en parte al peso ligero del 455, que es aproximadamente 150 lb (68,0 kg) más ligero que el Chrysler 426 Hemi o el Chevrolet 454. Con 510 pies·libra fuerza (691 N·m), el Buick 455 disponía de un par motor extraordinariamente elevado.
El Buick GSX de 1970 tenía, sin duda, la lista más extensa de características de alto rendimiento de equipo estándar de cualquier muscle car de la era clásica. Es este último hecho lo que realmente coloca al GSX en una clase propia en comparación con sus homólogos de finales de los años 1960 y principios de los 1970. Cada GSX Stage 1 de 1970 producido recibió la lista completa de piezas de rendimiento y manejo. Se podía comprar un Chevelle SS con pocas opciones, un Hemi Roadrunner con asiento de banco y suspensión de ballesta o incluso un Pontiac GTO Judge con el motor 400 ci más pequeño y frenos de tambor, pero no existe un GSX de 1970 mal equipado.
En 1970, la opción GSX estaba disponible en solo dos colores, Saturn Yellow y Apollo White y siempre con motor de 455 pulgadas cúbicas y el interior negro (en 1971 y 1972 habría otros 6 colores disponibles para el GSX). Todos tenían la distintiva franja negra de cuerpo completo que cruzaba el alerón trasero como parte del equipamiento estándar, y estaba delineada con rayas rojas. Una gran área del capó también era negra con un tacómetro montado en el capó (a los ingenieros de Buick no les gustaba el tacómetro del capó porque era una pieza de Pontiac) y un alerón delantero negro. También parte del equipo estándar eran los asientos envolventes negros, palanca de cambio en el piso, llantas anchas, dirección de relación rápida y barras estabilizadoras delanteras y traseras, así como suspensión de cuatro brazos unida a un diferencial trasero de deslizamiento limitado. Algunas otras opciones eran la transmisión automática o manual de cuatro velocidades, con o sin aire acondicionado. Versiones restauradas se han vendido en subastas de Barrett-Jackson y Mecum por hasta 200.000 dólares.
Durante 1971 y 1972, el paquete GSX se convirtió en una opción disponible en cualquier Gran Sport. La producción se redujo en 1971 a solo 124 unidades, y nuevamente a 44 en 1972. Estos números incluyen la opción disponible de 350 con carburador de 4 cuerpos, el estándar 455 y los motores Stage 1.
Se han conservado numerosos GSX, que se pueden ver en los Buick Gran Sport Nationals que se celebran anualmente en Bowling Green (Kentucky) a mediados de mayo (durante los últimos años, se trasladaron a septiembre debido a problemas climáticos) junto con muchos otros ejemplos de modelos Buick de alto rendimiento de los años 1960, 1970 y 1980. Otro evento centrado en estos modelos es el Buick Performance Group Nationals, que se lleva a cabo en el National Trail Raceway en Columbus, Ohio, a principios del mes de agosto de cada año.

## Otros Gran Sport

### Riviera GS

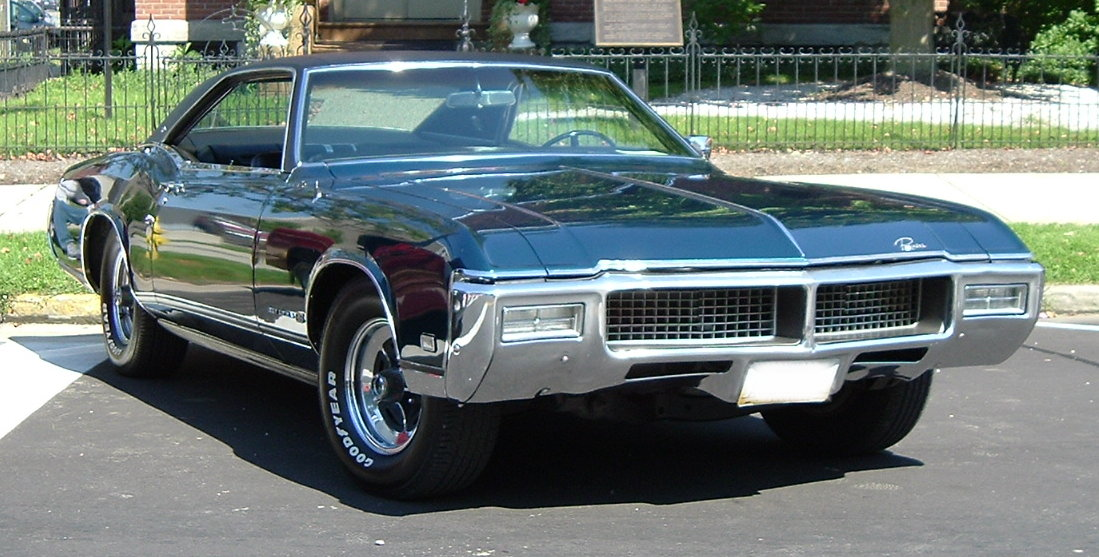
Riviera GS de 1968

El Riviera Gran Sport fue una versión de lujo de alto rendimiento del Buick Riviera, producido entre 1965 y 1975.
En 1965 pasó a denominarse Riviera Gran Sport y posteriormente los modelos todavía se llamaban oficialmente Gran Sport pero mostraban insignias GS en lugar de Gran Sport.
A diferencia de los modelos GS de tamaño mediano, el paquete Riviera y Wildcat GS incluía un eje trasero estándar de tracción positiva de relación 3.42 hasta 1973.
El Riviera Gran Sport de 1965 (opcional en 1966) también vino con un motor "Super Wildcat" de 425 pulgadas cúbicas (7 L), con carburadores duales y filtro de aire cromado de doble toma. Se podía agregar la opción H2 (paquete de conducción y manejo) para una mejor conducción en carretera. Tenía una relación de transmisión más corta para la dirección, y la suspensión 1 pulgada más baja.

### Wildcat GS

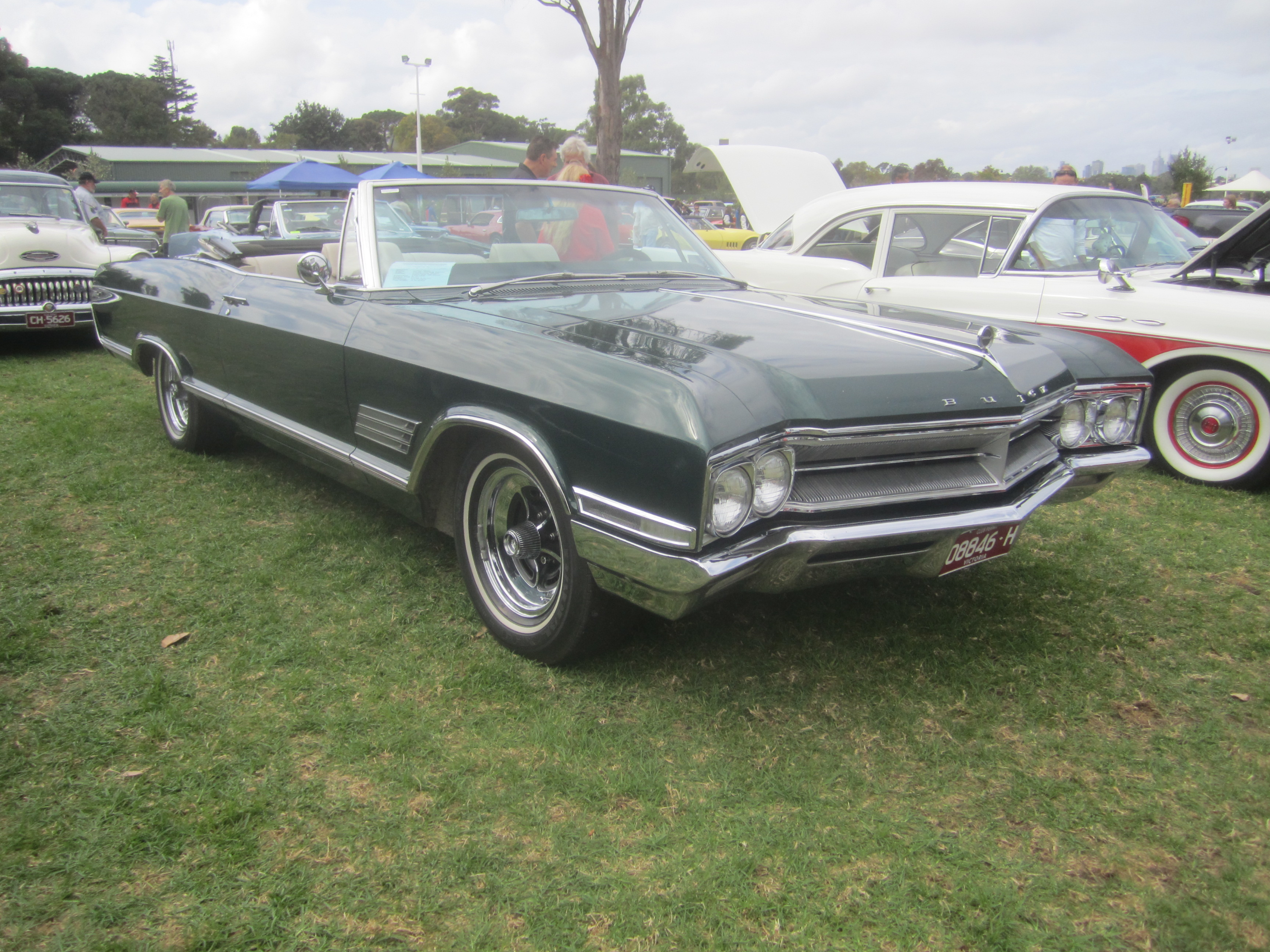
Buick Wildcat GS convertible de 1966

Otro paquete de opciones GS estaba disponible para los Buick Wildcat y Wildcat Custom, de techo rígido y convertible. El paquete GS incluía un eje trasero de relación 3.42, resortes de suspensión ajustables a la velocidad, caja de dirección de relación rápida, barras estabilizadoras reforzadas y una transmisión Turbo Hydramatic 400.
La adición de la opción Y48 le daba al comprador la posibilidad de disponer de un par de carburadores Carter AFB de cuatro cuerpos y tapas de válvulas de aluminio con aletas en el motor "cabeza de clavo" de 425 pulgadas cúbicas, opción que sólo se mantuvo en 1966. La opción Y48 se entregaba en el maletero y se instalaba en los concesionarios.

### Century GS/Century GS Stage 1

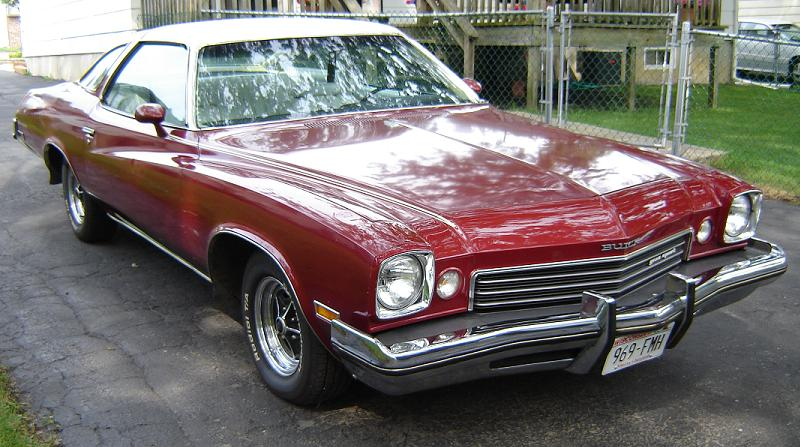
Buick Century GS de 1973

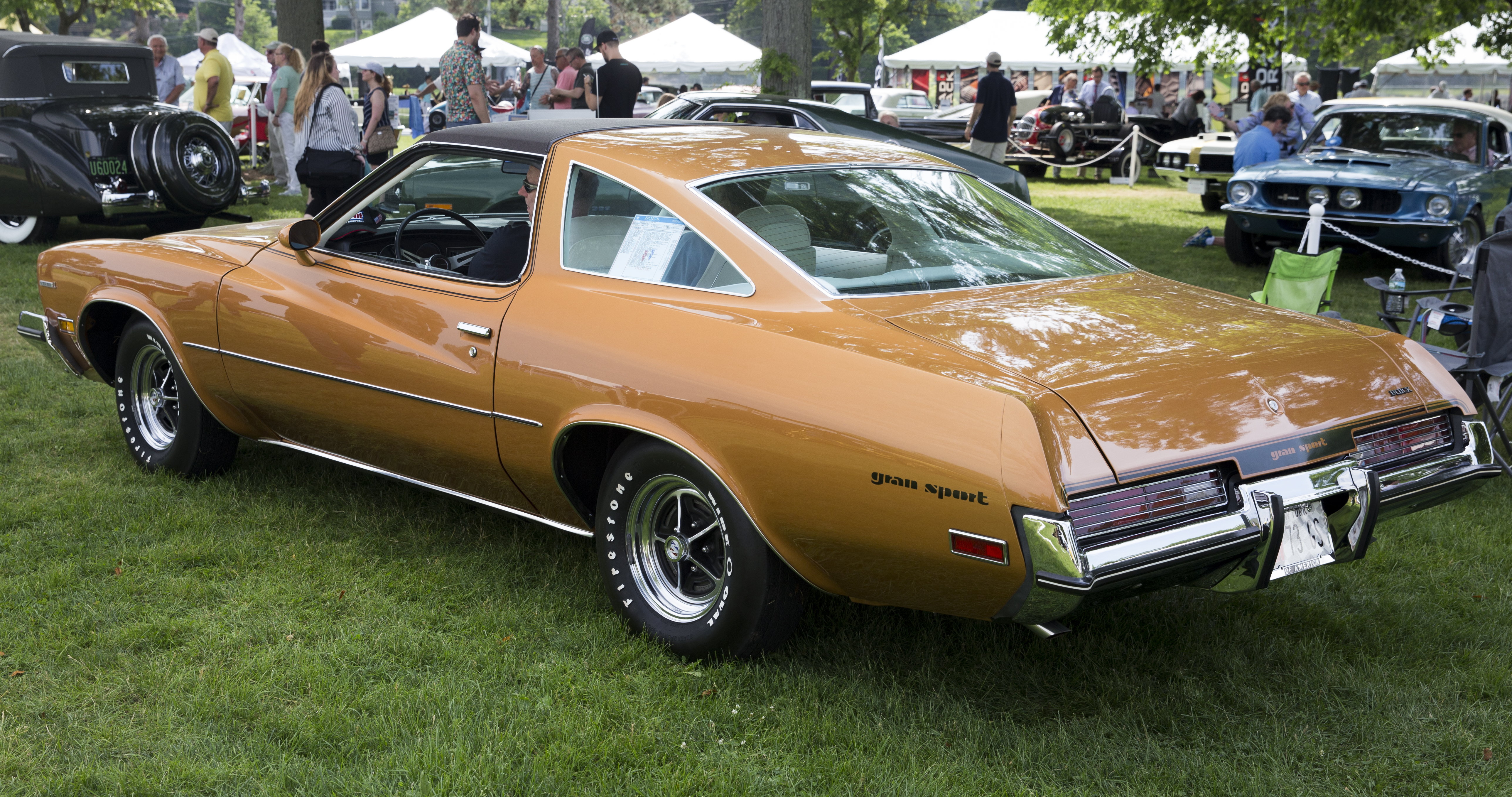
Buick Century GS de 1973

En 1973-75 y en 1986, se comercializó un Century Gran Sport. Para 1973, Buick cambió el nombre de su gama intermedia de Skylark a Century, una placa de identificación que se usó anteriormente en los coches de alto rendimiento de tamaño completo de Buick de 1936 a 1942 y de 1954 a 1958. Como todos los intermedios de GM, el Century de 1973 recibió un nuevo estilo Colonnade, aplicado a sedanes, cupés y familiares de techo rígido con pilares, cada uno de los cuales utilizaba ventanas sin marco junto con ventanas laterales traseras fijas, mientras que los descapotables dejaron de producirse. En la tercera generación del Buick Century, la insignia con el nombre GS se convirtió en "Gran Sport", siendo un paquete opcional en los cupés semi-fastback Century Colonnade. La opción "Gran Sport" incluía calcomanías en los guardabarros traseros y la tapa del maletero con el rótulo "Gran Sport" junto con mejoras en la suspensión y la apariencia.
El motor estándar era un V8 de 350 pulgadas cúbicas con carburador de dos cuerpos y 150 caballos, que era el motor estándar para todos los Century. Además del V8 350 con carburador de cuatro cuerpos de 175 caballos (con escape simple), el V8 350 con carburador de cuatro cuerpos de 190 caballos (con escape doble) estaba disponible solo en el Gran Sport. Había dos motores V8 de 455 pulgadas cúbicas disponibles, incluido el de carburador de cuatro cuerpos y 250 caballos y el de cuatro cuerpos Stage 1 con una potencia nominal de 270 caballos (ambos con doble escape), todas cifras netas y similares a los modelos de 1972. En 1973 solo se ensamblaron 979 unidades del Century Gran Sport 455 y 728 unidades del Century Gran Sport 455 Stage 1. Para los motores 350 había 3 transmisiones disponibles, manual de 3 velocidades o manual M21 de 4 velocidades y Turbo Hydramatic 350 Automatic. En cambio, para los motores 455 solo se disponía de la transmisión manual M21 de cuatro velocidades y la automática Turbo Hydramatic 400.
El "Gran Sport" del Century de 1974 recibió cambios en el acabado exterior e interior. La misma selección de motores se trasladó desde 1973, incluidos el 350 con carburador de cuatro cuerpos, el 455 de cuatro cuerpos y el 455 Stage 1 de cuatro cuerpos (los 455 se redujeron a 245 y 255 caballos netos, respectivamente). En este año los Stage 1 con motor de 455 pulgadas cúbicas fue uno de los primeros modelos de GM que recibieron la distribución High energy ignition. Al igual que en el año modelo de 1973, para los motores 350 había una transmisión manual de 3 velocidades o una manual M21 de 4 velocidades y una Turbo Hydramatic 350 automática y para los motores 455 una M21 manual de cuatro velocidades y una transmisión Turbo Hydramatic 400 automática. Los neumáticos radiales eran una nueva opción para 1974 junto con los asientos envolventes Strato reclinables. En 1974 solo se ensamblaron 579 unidades del Century Gran Sport 455 y otras 478 unidades del Century Gran Sport 455 Stage 1.
Para 1975, el Century GS, o "Gran Sport" entró en su tercer y último año con la carrocería Colonnade. Se redujo a un mero paquete de apariencia/manejo ya que las opciones 455/Stage 1 se descontinuaron y el V6 revivido de 231 pulgadas cúbicas de Buick era el motor estándar, acoplado a una transmisión manual estándar de tres velocidades o Turbo Hydra-matic opcional. Los únicos motores opcionales eran dos V8 350, una versión con carburador de dos cuerpos y 155 caballos o la opción de cuatro cuerpos con 175 caballos y que se ofrecía solo con la transmisión Turbo Hydramatic. Ambos motores también se combinaron con convertidores catalíticos por primera vez aquel año, lo que exigió el uso de gasolina sin plomo y excluyó la disponibilidad de verdaderos sistemas de escape dobles. Los neumáticos radiales ahora eran equipo estándar y la opción de asiento envolvente Strato volvió a la versión no reclinable.
|       | 231 | 350   | 455   | Stage 1 | Total anual |
| ----- | --- | ----- | ----- | ------- | ----------- |
| 1973  | N/A | 4.930 | 979   | 728     | 6.637       |
| 1974  | N/A | 2.298 | 579   | 478     | 3.355       |
| 1975  | #   | #     | N/A   | N/A     | 1.288       |
| Total | #   | #     | 1.558 | 1.206   | 11.280      |

Tanto el Century GS como el Riviera GS más grande (que también se producía desde 1965) se dejaron de producir después del año modelo de 1975 debido a la caída de las ventas de los modelos de alto rendimiento tras la crisis energética de 1973-74 y las tendencias posteriores hacia coches más pequeños y con un consumo de combustible más eficiente. Las versiones de alto rendimiento del Century (y su línea hermana Regal) y Riviera regresarían a finales de la década de 1970 con el advenimiento del motor V6 de 231 pulgadas cúbicas (3,8 L) turboalimentado de Buick, introducido en 1978 en los Century/Regal de tamaño intermedio y en el LeSabre Sport Cupé de tamaño completo. Así mismo, en 1979 se incluyó en el recién presentado Riviera para el "S-Type" de tracción delantera, que luego se convirtió en el "T-Type", una denominación que finalmente reemplazaría a la insignia GS para los Buick deportivos o de alto rendimiento a principios de la década de 1980.
El modelo Century GS regresó en 1986 para lo que ahora era el automóvil de tamaño intermedio con tracción delantera de Buick (el Regal continuó como un cupé con la clásica carrocería G de tracción trasera de 1978 hasta 1987). Solo se ofreció como un cupé de dos puertas, y estaba propulsado por un motor V6 de 3.8 litros (231 pulgadas cúbicas) con inyección de combustible acoplado a una transmisión automática de cuatro velocidades con sobremarcha, pero con mucha menos potencia que el Regal GN de tracción trasera turboalimentado e intercambiador de calor, con una potencia nominal de 245 caballos. Este Century GS fue una oferta de un solo año en 1986, vendido junto con el cupé y el sedán Century "T-Type".

### Apollo GSX
En 1974, el GSX consistía en un paquete de equipamiento en el pequeño Apollo de carrocería X de Buick. Había tres motores disponibles en 1974: el Chevrolet 250 de 6 cilindros y dos motores Buick: las versiones del motor 350 con carburador de 2 cuerpos y con carburador de 4 cuerpos.

### Regal GS/Regal GSX

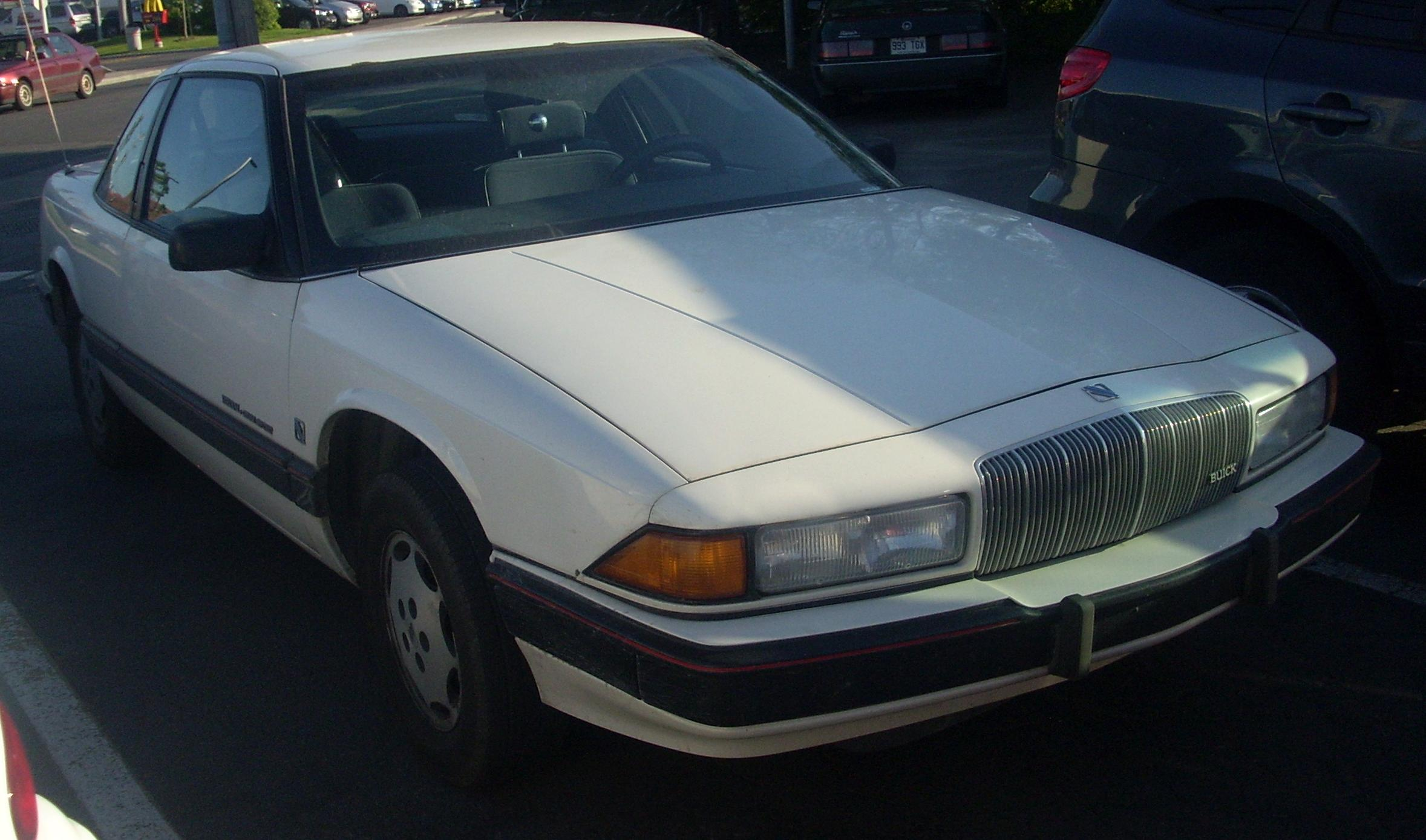
Buick Regal GS cupé de 1988

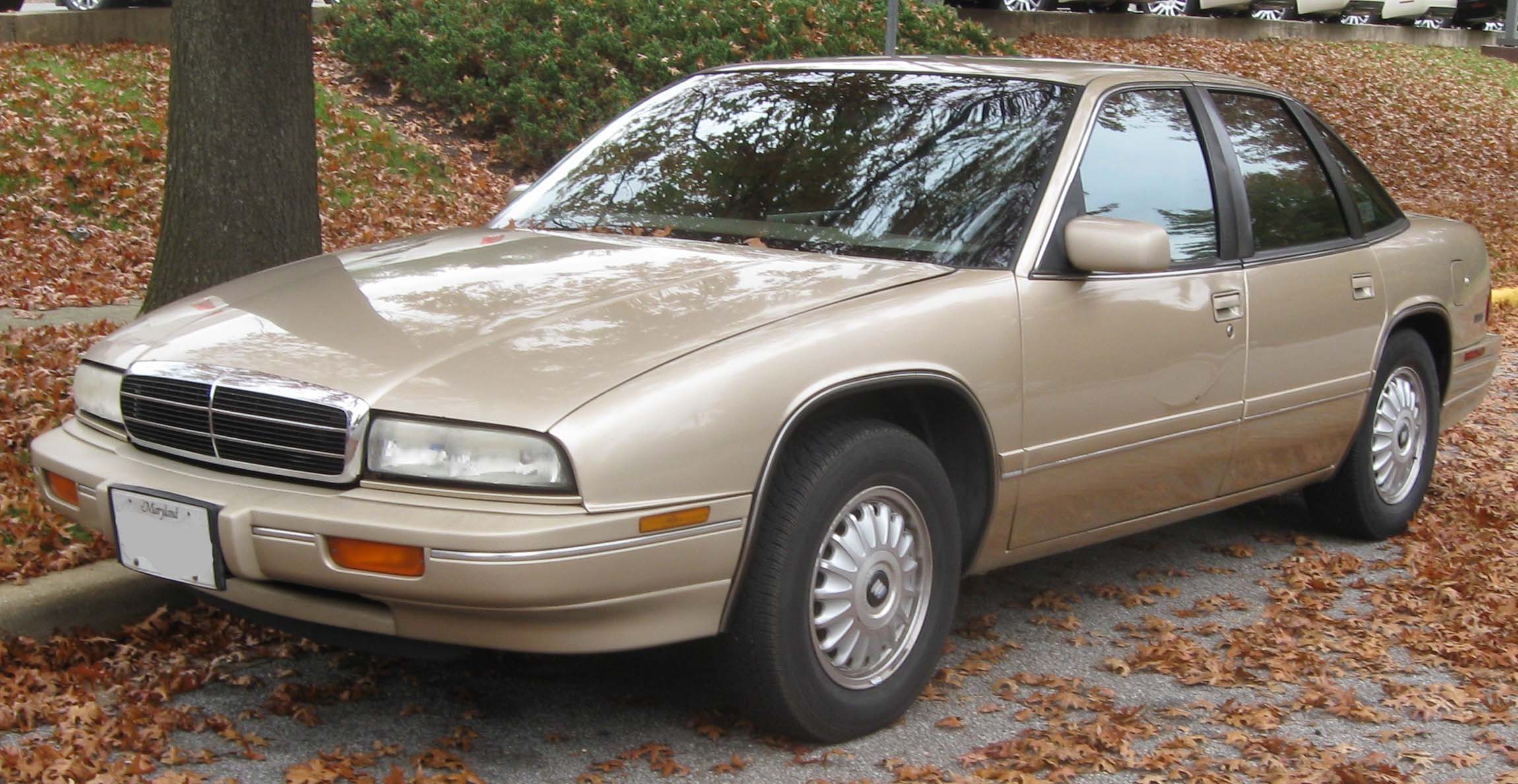
Buick Regal GS sedán (1990-1994)

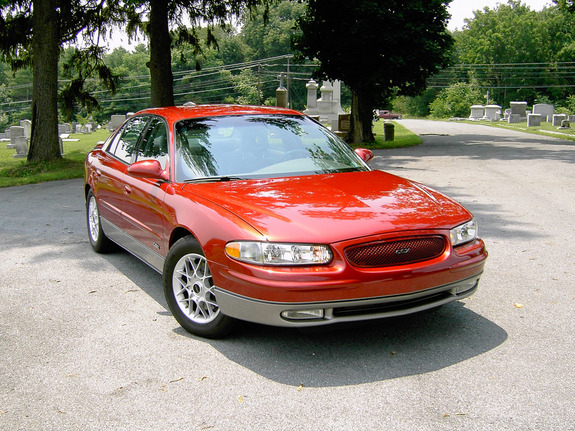
Buick Regal GSX sedán (1997-2004)

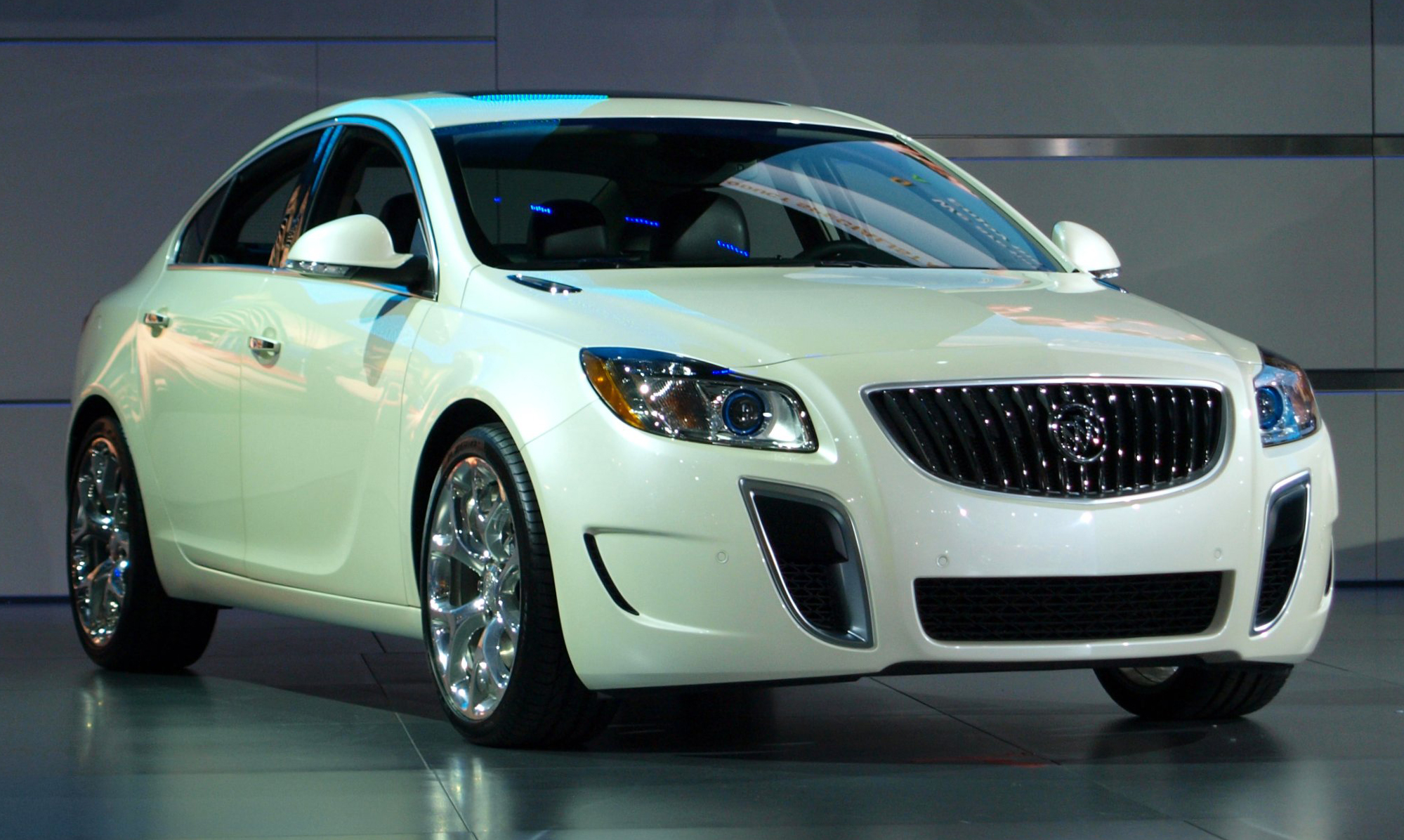
Buick Regal GS sedán (2008-2017)

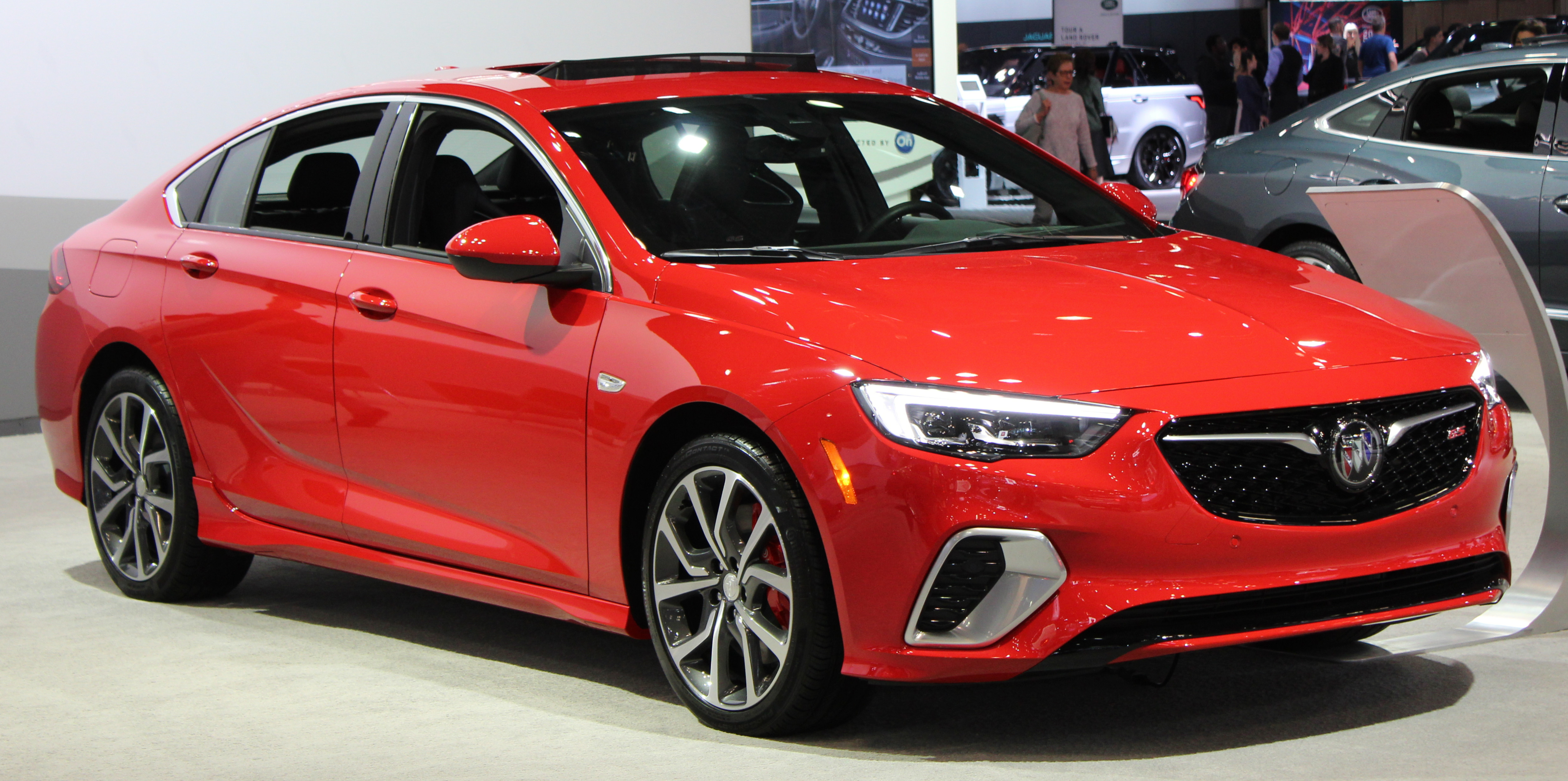
Buick Regal GS sedán (desde 2018)

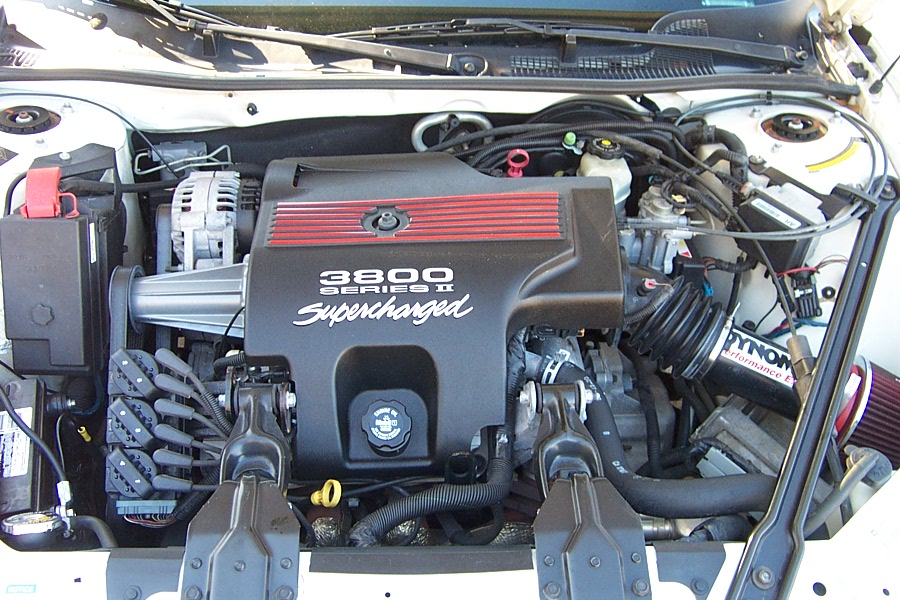
El motor sobrealimentado 3800 Serie II L67 en un GS de 1998

De 1988 a 2004 y de 2010 al presente (2022) se han producido modelos Buick Regal GS y Gran Sport. Para la tercera generación del Buick Regal hubo un modelo de versión Gran Sport. La opción Gran Sport generalmente contenía los siguientes elementos:
- Asientos envolventes de cuero y consola central
- Molduras negras anchas laterales de la carrocería (solo cupé)
- Suspensión Gran Touring (FE3), que incluía una dirección asistida más rápida y resortes y puntales revisados
- Deflector de aire delantero y paneles de balancines aerodinámicos (solo cupé)
- Ruedas de aluminio de 16 pulgadas
- Faros antiniebla
- Pintura de dos tonos (solo sedán)
- Volante de cuero

A partir de finales de 1990, estuvo disponible el V6 Serie I de 3.8L (231 pulgadas cúbicas) que producía 170 caballos (172,4 CV). El estilo de carrocería de 1997-2004 presentaba un V6 sobrealimentado 3.8L Serie II que rendía 240 caballos (243 CV).
Para el Buick Regal de cuarta generación, el Regal GS con motor V6 de 3.8 litros sobrealimentado recorría el cuarto de milla de 14.9 segundos, con una aceleración de 0 a 60 mph (97 km/h) en 6,7 segundos. El Regal GS, equipado con el motor V6 de 3.8 litros sobrealimentado (L67) rendía 240 HP (243 CV) y 280 lb·pie (380 N·m). El módulo de control de tracción del Regal GS tiene una programación que activa la gestión del par para reducir el patinaje de las ruedas en el arranque. El modelo fue calificado por la EPA con consumos de 18/27 mpg en ciudad/autopista (13,1 y 8,7 L/100 km).
En los años modelo de 2003 y 2004, Buick, en colaboración con SLP Performance, presentó el Buick Regal GSX. Se ofrecieron opciones instaladas por el distribuidor y accesorios suministrados por el distribuidor para los modelos GS. Al igual que los Buick GS que lo precedieron, el GSX SLP se presentó en tres paquetes para el tren motor, denominados etapas. El paquete Stage 1 agregó 10 caballos de potencia con la adición de un sistema de escape cat-back dual de acero inoxidable y un sistema de inducción de aire frío de flujo libre. Para el paquete Stage 2, se incluyó un programador de potencia Hypertech con un ajuste de calibración personalizado SLP con los componentes Stage 1, que proporcionaba 20 caballos adicionales. El paquete Stage 3 de rango superior agregó una polea más pequeña (de 3.5 pulgadas de diámetro) para el sobrealimentador, con el fin de aumentar su capacidad. Con 30 caballos más anunciados, el Stage 3 GSX tenía una clasificación conservadora de 270 caballos y 312 libras·pie. Dado que las piezas estuvieron disponibles libremente en SLP durante muchos años, ha habido bastantes sedanes Regal GS que se han clonado a la serie GSX, tanto por motivos de apariencia como de rendimiento. Aunque el modelo no debutó oficialmente hasta 2003, un distribuidor autorizado de SLP podría realizar la transformación en cualquier Regal GS de 1997 a 2004. Se puede identificar un verdadero GSX a partir de una placa en la jamba de la puerta con la numeración original del kit SLP.
Para el Buick Regal de quinta generación, la versión GS se basó en el Opel Insignia OPC y el Vauxhall Insignia VXR. Este sedán GS con tracción delantera cuenta con el sistema de control de conducción interactivo de Buick con modo GS, una opción de transmisión manual de seis velocidades FGP Germany F40-6 o una transmisión automática de seis velocidades Aisin AF-40 (G2), frenos de alto rendimiento delantero Brembo y suspensión delantera de alto rendimiento (HiPerStrut). Las llantas de 19 pulgadas eran estándar y estaban disponibles llantas de aluminio forjado de 20 pulgadas. Se esperaba que el GS acelerase de cero a 60 millas por hora en menos de siete segundos. Está equipado con la versión de alto rendimiento solo para GS del motor turbo Ecotec 2.0 L con 270 HP (201 kW) y 295 lb·pie (400 N·m) de par. El motor GM LHU utilizado en la versión GS genera 135 hp por litro.
Para el Regal de sexta generación, a partir de 2018 Buick lanzó una versión actualizada del Regal GS, equipado con un motor GM LGX V6 3.6 que produce 310 caballos junto con una transmisión automática de 9 velocidades que permite obtener una aceleración de cero a 60 mph en menos de seis segundos.